# ولادیسلاو قدیروف
ولادیسلاو قدیروف (روسی: Владислав Азизович Кадыров؛ زادهٔ ۱۶ نوامبر ۱۹۷۰) بازیکن فوتبال اهل جمهوری آذربایجان است.
از باشگاه‌هایی که در آن بازی کرده‌است می‌توان به باشگاه فوتبال نفتچی باکو، باشگاه فوتبال لوکوموتیو نیژنی نووگورود، و باشگاه فوتبال آرسنال تولا اشاره کرد.
وی همچنین در تیم ملی فوتبال جمهوری آذربایجان بازی کرده‌است.